# Lochranza Castle

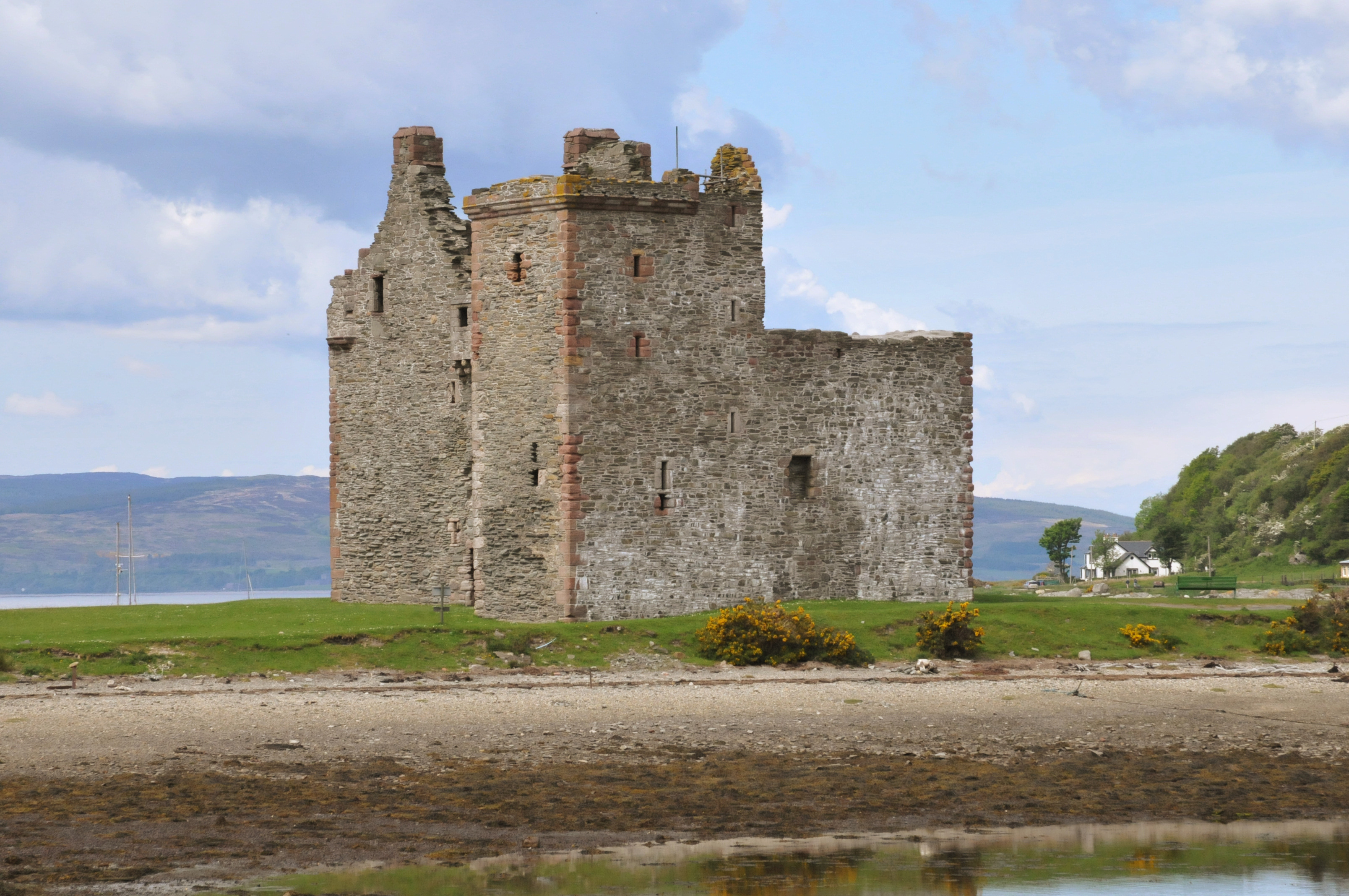
Lochranza Castle, Ansicht von Südosten

Lochranza Castle, früher auch Loch Ranza Castle geschrieben, ist eine Burgruine in der schottischen Ortschaft Lochranza am nördlichen Ende der Isle of Arran. Sie steht auf einer Landzunge, die in den südwestlichen Teil der Bucht Loch Ranza hineinragt.
Im 13. Jahrhundert von den MacSweens oder den Stewarts of Menteith gegründet, wurde sie 1266 Eigentum des schottischen Königshauses. Über die Campbells kam die Anlage in den 1450er Jahren an die Familie Montgomerie, die sie im späten 16. Jahrhundert zu einem Tower House um- und ausbaute, ehe sie zu Beginn des 18. Jahrhunderts als Pfand für einen Kredit an die Herzöge von Hamilton kam. Nicht einmal 100 Jahre später war die kleine Anlage schon verlassen und ohne Dach, sodass sie im Laufe des 19. Jahrhunderts zu einer Ruine verfiel.
Seit 1994 steht das Gebäude als Scheduled Monument unter Denkmalschutz.

## Geschichte
Lochranza Castle wurde als Saalgeschossbau (englisch hall house) im 13. Jahrhundert vielleicht durch die MacSweens, Lords of Knapdale, errichtet. Nachdem Arran nach der Schlacht von Largs endgültig aus norwegischer Herrschaft herausgelöst und in das Königreich Schottland eingegliedert worden war, gab König Alexander III. Lochranza an Walter Stewart, Earl of Menteith. Aus diesem Grunde ist es ebenso möglich, dass Lochranza Castle die Gründung eines Familienmitglieds der Stewarts of Menteith ist. Als Robert II. im Jahr 1371 den schottischen Thron bestieg, war die Anlage immer noch Eigentum der Krone und wurde nachfolgend als königlicher Jagdsitz genutzt. In der Chronik von John Fordun findet sich die erste schriftliche Erwähnung der Anlage, wo sie als eine von zwei königlichen Burgen auf Arran bezeichnet wird. Nur wenig später befand sich die Anlage im Besitz von John de Menteith, Earl of Arran, Sohn von Walter Stewart, von dem sie 1433 zusammen mit diversen Ländereien an Sir Duncan Campbell of Locawe kam.

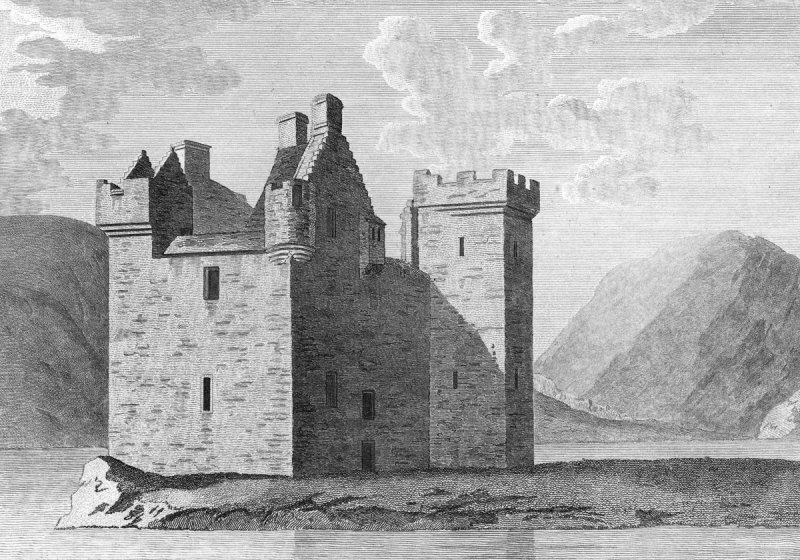
Westansicht von Lochranza Castle auf einem Stich von 1790

Für die Zeit von 1445 bis 1450 ist Ronald M’Alister als Burgvogt und Pächter der Anlage verbürgt. Da seine Güter durch Donald Balloch of Islay während eines Überfalls auf Arran verwüstet worden waren, weigerte er sich die jährlich fälligen Abgaben abzuführen. König James II. nahm ihm Lochranza deshalb fort und vergab die Burg 1452 an Alexander, 1. Lord Montgomerie, Vorfahr der späteren Earls of Eglinton, denn Alexanders Sohn Hugh, der ab 1488 Vogt von Lochranza Castle war, wurde von James IV. von Schottland 1489 in den Grafenstand erhoben. Dieser König nutzte dann im letzten Jahrzehnt des 15. Jahrhunderts die Burg als Stützpunkt in seinem Kampf gegen die MacDonalds, Lords of the Isles.
Im späten 16. Jahrhundert baute die Familie Montgomerie die einfache zweigeschossige Burg zu einem Tower House mit einem viereckigen Wachturm an der Südecke aus. Das bestehende Gebäude wurde dabei um zwei Geschosse aufgestockt, und alle Etagen wurden in mehrere Räume unterteilt. 1614 wurde die Anlage weiter befestigt, in jenem Jahr waren in der Burg Truppen des schottischen Königs James VI. stationiert. Ihnen folgten in den 1650er Jahren Soldaten Cromwells. Mitte des 17. Jahrhunderts war Lochranza im Besitz von Alexander Montgomerie, 6. Earl of Eglinton. Bei seinem Tod 1661 folgte ihm als Burgbesitzer sein Sohn Hugh nach. 1685 erhielt James Montgomery, 4. Baronet of Skelmorlie, die Anlage und wurde 1696 von seinem Sohn Robert beerbt. Von ihm kam der Besitz im Jahr 1705 an Anne, die Herzogin von Hamilton, als Gegenleistung für einen Kredit.
Ende des 18. Jahrhunderts wurde die Burganlage nicht mehr genutzt und war verlassen, nachdem sie bereits 1772 ihr Dach verloren hatte. Als Resultat einer jahrzehntelangen Erosion durch die See brach 1897 die nördliche Ecke des Gebäudes in sich zusammen.

## Beschreibung

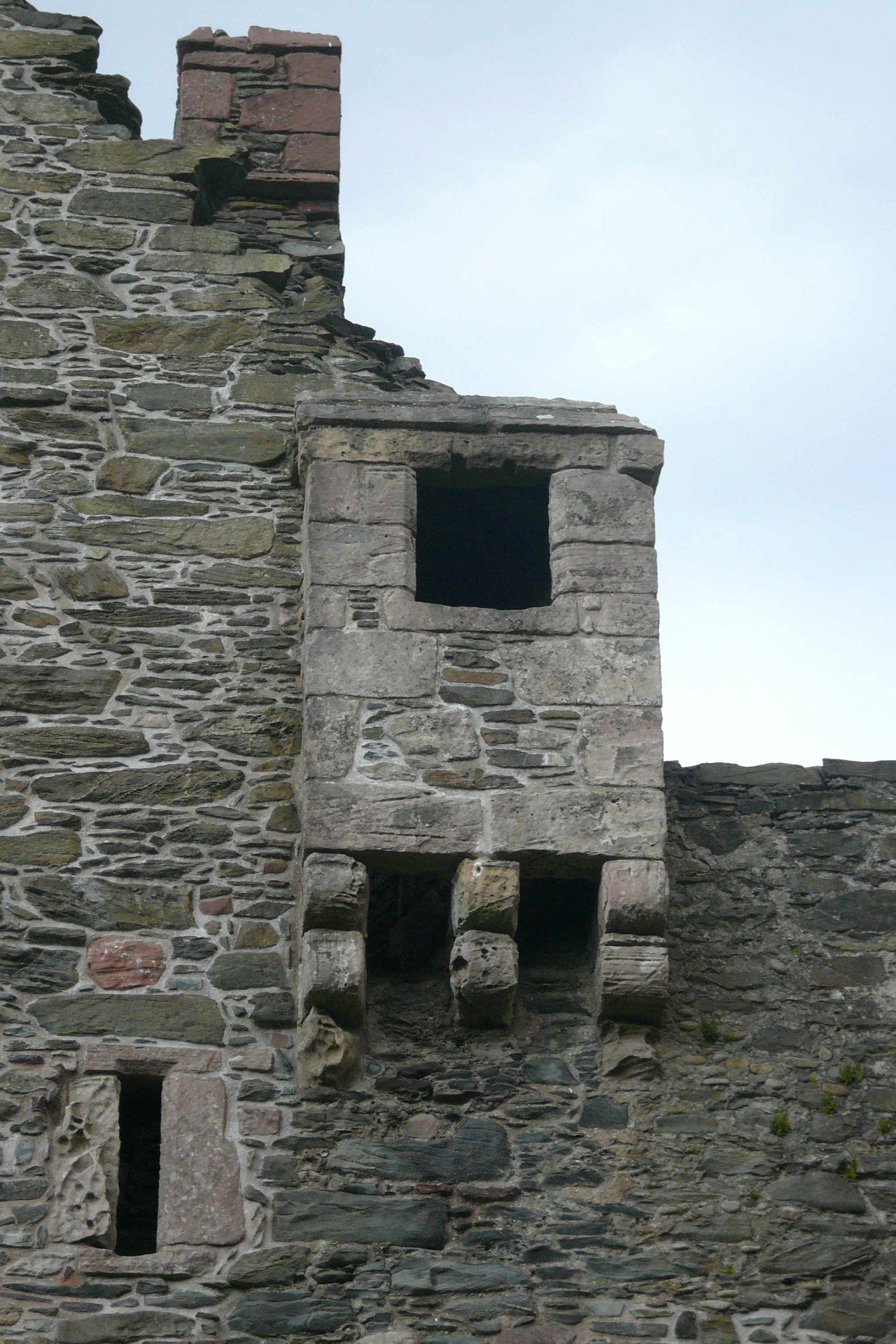
Wehrerker über dem Burgeingang

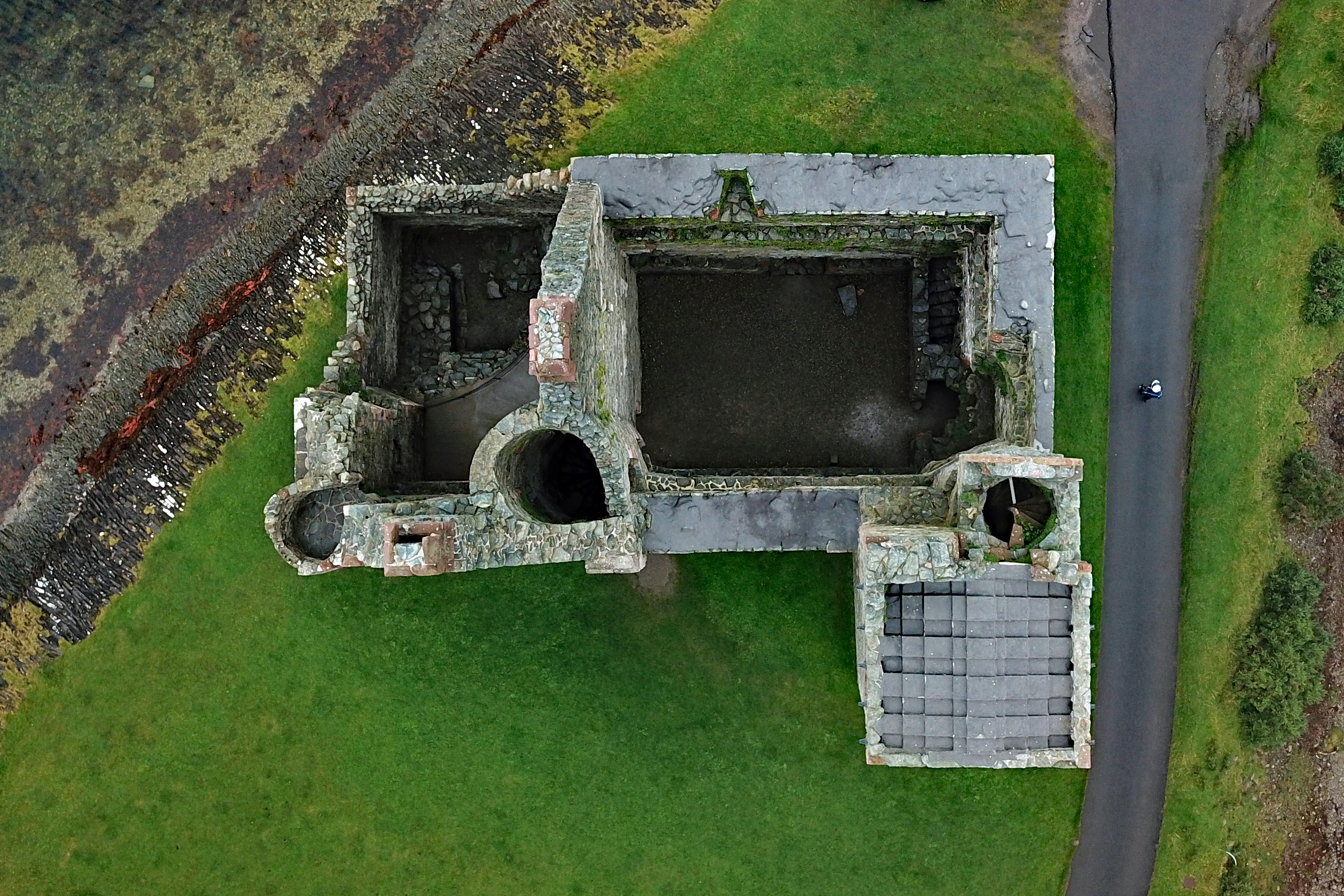
Ansicht von oben

Lochranza Castle ist ein typisches schottisches Tower House aus dem 16. Jahrhundert, das durch den Aus- und Umbau eines einfachen Hall houses des 13. Jahrhunderts entstand. Kern der Anlage war ein viergeschossiger Rechteckbau aus grauen Bruchsteinen, an dessen südlicher Ecke ein fünfgeschossiger Turm mit Wehrgang stand. Das Kellergeschoss des außen 15,6×16,6 Fuß (etwa 4,75 × 5 Meter) messenden Turms scheint als Verlies genutzt worden zu sein. Die Ecken des gesamten Baus besitzen Quaderungen aus rotem Stein und heben sich gut von dem übrigen Mauerwerk ab. Der Eingang zur Burg befindet sich an der südwestlichen Längsseite des 66 × 35 Fuß (rund 20 × 10,5 Meter) messenden Kernbaus und ist durch einen darüberliegenden Wehrerker mit Maschikulis gesichert. Er war nicht der ursprüngliche Eingang, sondern wurde erst im 16. Jahrhundert dort ausgebrochen. Der Original-Hocheingang befand sich an der östlichen Langseite im ersten Obergeschoss und konnte durch eine außen vorgebaute, hölzerne Treppe erreicht werden. Von dort gelangte der Besucher direkt in den großen Saal der Burg. Bei den Umbaumaßnahmen unter den Montgomeries wurde das Portal zu einem Fenster umfunktioniert, ehe es schließlich komplett vermauert wurde. In der Westecke des Baus befinden sich auf Höhe der vierten Etage die Reste eines auf Konsolsteinen ruhenden Scharwachtturms.
Der heutige Eingang führte direkt zu einer steinernen Wendeltreppe, über die alle Geschosse erreichbar waren. Eine weitere, schmalere Treppe gab es in der Mauerstärke der Nordost-Seite. Sie führte bis in das zweite Obergeschoss des Kernbaus. Dieser war auf allen Etagen in zwei Partien geteilt. Die südlichere der beiden bestand jeweils aus einem großen Raum, während der nördliche Teil mehrere kleine Räume aufnahm. Das Erdgeschoss besaß eine Gewölbedecke und diente als Lagerraum. Im südlichen Teil des ersten Obergeschosses befand sich der repräsentative, 34,6×23 Fuß (etwa 10,5 × 7 Meter) messende große Saal (englisch great hall), während sich im nördlichen Teil die große Burgküche und einige Serviceräume anschlossen.

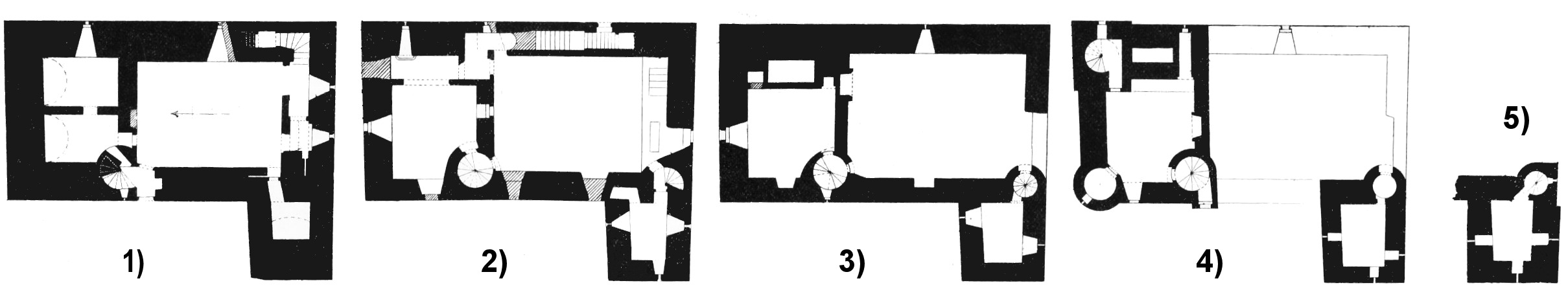
Grundrisse der einzelnen Burggeschosse; 1) = Erdgeschoss, 2) = 1. Obergeschoss, 3) = 2. Obergeschoss, 4) = 3. Obergeschoss, 5) = Keller